# Gossypium ekmanianum
Gossypium ekmanianum là một loài thực vật có hoa trong họ Cẩm quỳ. Loài này được Wittm. mô tả khoa học đầu tiên năm 1928.